# 贝恩多夫 (莱茵兰-普法尔茨州)
贝恩多夫是德国莱茵兰-普法尔茨州的一个市镇。总面积9.14平方公里，总人口522人，其中男性251人，女性271人（2011年12月31日），人口密度57人/平方公里。